# Lamprologus meleagris
Lamprologus meleagris är en fiskart som beskrevs av Büscher, 1991. Lamprologus meleagris ingår i släktet Lamprologus och familjen Cichlidae. Inga underarter finns listade i Catalogue of Life.